# NGC 5377
NGC 5377 est une galaxie spirale intermédiaire située dans la constellation des Chiens de chasse. Sa vitesse par rapport au fond diffus cosmologique est de 1 951 ± 11 km/s, ce qui correspond à une distance de Hubble de 28,8 ± 2,0 Mpc (∼93,9 millions d'al). NGC 5377 a été découvert par l'astronome germano-britannique William Herschel en 1787.
NGC 5377 a été utilisée par Gérard de Vaucouleurs comme une galaxie de type morphologique (R1')SAB(rs)a dans son atlas des galaxies,. Bien que cette galaxie soit considérée comme une spirale barrée en de nombreux endroits, l'image obtenue du relevé SDSS ne montre pas nettement une barre au centre de celle-ci. Aussi, la classification de spirale intermédiaire par le professeur Seligman et par de Vaucouleurs semble plus appropriée à cette galaxie. La classification du professeur Seligman mérite de citer quelques explications indiquées sur son site. Le terme (R1') indique que l'anneau externe est créé par les bras spiraux qui se rencontrent à mi-chemin. La barre centrale n'est pas alignée avec l'axe principale de la galaxie, mais selon l'image de l'Atlas de Vaucouleurs elle est perpendiculaire à l'anneau externe. Il y a aussi des indices sur l'image SDSS et celle de l'Atlas d'une seconde barre et donc d'une structure en « X » d'une galaxie lenticulaire, ce qui explique les termes AB et « pec ». Le terme « nr » indique la présence d'un anneau autour du noyau, structure aussi noté par Comerón et ses collègues.
La classe de luminosité de NGC 5377 est I et elle présente une large raie HI. NGC 5377 est aussi une galaxie active (AGN).
À ce jour, 17 mesures non basées sur le décalage vers le rouge (redshift) donnent une distance de 25,918 ± 5,770 Mpc (∼84,5 millions d'al), ce qui est à l'intérieur des valeurs de la distance de Hubble. Notons cependant que c'est avec la valeur moyenne des mesures indépendantes, lorsqu'elles existent, que la base de données NASA/IPAC calcule le diamètre d'une galaxie et qu'en conséquence le diamètre de NGC 5377 pourrait être d'environ 37,7 kpc (∼123 000 al) si on utilisait la distance de Hubble pour le calculer.

## Un disque entourant le noyau
Grâce aux observations du télescope spatial Hubble, on a détecté un disque de formation d'étoiles autour du noyau de NGC 5377. La taille de son demi-grand axe est estimée à 790 pc (~2 575 années-lumière).

## Trou noir supermassif
Selon une étude basée sur les mesures de luminosité de la bande K de l'infrarouge proche du bulbe de NGC 5377, on obtient une valeur de 107,8 {\displaystyle M_{\odot }} (63 millions de masses solaires) pour le trou noir supermassif qui s'y trouve.

## Supernova
La supernova SN 1992H a été découverte le 11 février 1992 par William R Wren de l'observatoire McDonald de l'université du Texas à Austin. ette supernova était de type II.

## Groupe de NGC 5448
Selon A.M. Garcia, la galaxie NGC 5377 fait partie du groupe de NGC 5448. Ce groupe de galaxies compte au moins neuf membres. Les autres galaxies du groupe sont NGC 5425, NGC 5448, NGC 5480, NGC 5481, NGC 5500, NGC 5520, UGC 9056 et UGC 9083.